# Мистер Поттс едет в Москву
«Мистер Поттс едет в Москву» или «Совершенно секретно!» (англ. Mr. Potts Goes to Moscow/Top Secret) — британский фильм 1952 года режиссёра Марио Зампи. Фарсовая комедия — пародия на шпионские фильмы.

## Сюжет
Джордж Поттс, сантехник на английском сверхсекретном исследовательском заводе, случайно становится обладателем чертежей создания революционного атомного оружия. Когда он уезжает в свой ежегодный отпуск, служба безопасности завода отправляется на его поиски. Тем временем русские агенты Зеков и Таня Иванова узнают об инциденте и перехватывают Джорджа в Западном Берлине, и, угощая его спиртным, обещают ему интересную работу в Москве.
Джордж соглашается, думая, что он становится участником совместного проекта британских и советских властей в реализации придуманной им новой системы промывки туалетов, чертежи которой он взял с собой в отпуск, чтобы на досуге подумать о рационализации. В Москве его допрашивают, используя сывортку правды. И, хотя он правдиво говорит им, что спрятал чертежи в подкладке пальто своей новой знакомой Тани, их там нет, потому что по ошибке он вшил их в подкладку пальто Зекова.
Таня, влюбившаяся в доброго и наивного Поттса, раскрывает ему истинную природу чертежей, и догадывается о путанице с пальто. Она организует Поттсу перелёт в Восточный Берлин, где его ждет Зеков, не подозревающий, что чертежи на самом деле у него в подкладке пальто. Зеков, считая, что нужно вернуть обдурённого сантехника обратно, чтобы англичане ничего не заподозрили, переводит его через границу в Западный Берлин, и по его просьбе на прощание дарит ему своё пальто.

## В ролях
- Джордж Коул — Джордж Поттс
- Надя Грей — Таня Иванова
- Оскар Хомолка — Зеков
- Фредерик Валк — Раков
- Уилфрид Хайд-Уайт — сэр Хуберт Уэлш
- Олаф Пули — профессор Раблетский
- Ричард Уоттис — Барнес
- Элинор Саммерфилд — Сисилия
- Айрин Хэндл — миссис Тидмарш
- Кинастон Ривз — директор завода Barworth
- Рональд Адам — контролёр завода Barworth
- Ричард Марнер — русский караульный
- Герард Хайнц — русский директор завода
- Кристофер Ли — русский агент
- Антон Диффринг — полицейский в ГДР
- Дэвид Херст — немец
- Станислав Зенцякевич — Иосиф Сталин

## Критика
Эта вкусная британская маленькая жемчужина 1952 года представляет собой удивительно веселую сатиру на политику холодной войны в сочетании с большими дозами фарсового юмора в стиле серии фильмов Carry On. Отличный актерский состав и, в частности, очаровательные комические выступления Джорджа Коула, Оскара Хомолки в роли русского секретного агента Зекова и Уилфрида Хайда Уайта в роли сэра Хьюберта Уэллса помогают сделать этот фильм запоминающимся. Сценарий удивительно остроумно написан. — Дерек Винтер
Фильм номинировался в категории «Лучший фильм» на 1-м Кинофестивале в Сан-Себастьяне (1953).
Однако, современная фильму рецензия в газете «Нью-Йорк таймс» отмечала, что несмотря на заслуженную репутацию британского кино как лидера в области самосатиры, в данном случае «мысль о побеге Понтекорво, британского ученого-атомщика, мешает смеяться над этой конкретной историей».